# Ракова Бара
Ракова Бара је насеље у Србији у општини Кучево у Браничевском округу. Према попису из 2022. било је 280 становника.
Ракова Бара је удаљено од Кучева 15 км. Недалеко од села је минерални извор који се зове Бања. Село повезује Голубац и Кучево. На улазу у село је фудбалски терен Фудбалског клуба Вис Раква Бара, у центру села је споменик који је подигнут у част жртвама Другог светског рата, Дом културе, две продавнице и кафану. Село је познато по планини Вис која је висока 691 м надморске висине, две недовољно испитане пећине и остацима римских рудника.

## Демографија
У насељу Ракова Бара живи 394 пунолетна становника, а просечна старост становништва износи 47,7 година (45,2 код мушкараца и 50,0 код жена). У насељу има 157 домаћинстава, а просечан број чланова по домаћинству је 2,95.
Ово насеље је углавном насељено Власима (према попису из 2002. године), а у последња три пописа, примећен је пад у броју становника.
|  |

| Демографија | Демографија | Демографија |
| Година      | Становника  | Становника  |
| ----------- | ----------- | ----------- |
| 1948.       | 1.187       |             |
| 1953.       | 1.188       |             |
| 1961.       | 1.123       |             |
| 1971.       | 1.007       |             |
| 1981.       | 963         |             |
| 1991.       | 806         | 641         |
| 2002.       | 464         | 686         |
| 2011.       | 421         |             |

| Етнички састав према попису из 2002.‍ | Етнички састав према попису из 2002.‍ | Етнички састав према попису из 2002.‍ | Етнички састав према попису из 2002.‍ | Етнички састав према попису из 2002.‍ |
| ------------------------------------ | ------------------------------------ | ------------------------------------ | ------------------------------------ | ------------------------------------ |
|                                      |                                      |                                      |                                      |                                      |
| Власи                                | Власи                                |                                      | 360                                  | 77,58%                               |
| Срби                                 | Срби                                 |                                      | 75                                   | 16,16%                               |
| Румуни                               | Румуни                               |                                      | 10                                   | 2,15%                                |
| Југословени                          | Југословени                          |                                      | 1                                    | 0,21%                                |
| непознато                            | непознато                            |                                      | 3                                    | 0,64%                                |

| Година пописа     | 1948. | 1953. | 1961. | 1971. | 1981. | 1991. | 2002. |
| ----------------- | ----- | ----- | ----- | ----- | ----- | ----- | ----- |
| Број домаћинстава | 281   | 278   | 275   | 256   | 245   | 207   | 157   |

| Број чланова      | 1  | 2  | 3  | 4  | 5  | 6  | 7 | 8 | 9 | 10 и више | Просек |
| ----------------- | -- | -- | -- | -- | -- | -- | - | - | - | --------- | ------ |
| Број домаћинстава | 41 | 47 | 20 | 11 | 17 | 13 | 5 | 2 | 0 | 1         | 2,95   |

| Пол    | Укупно | Неожењен/Неудата | Ожењен/Удата | Удовац/Удовица | Разведен/Разведена | Непознато |
| ------ | ------ | ---------------- | ------------ | -------------- | ------------------ | --------- |
| Мушки  | 190    | 35               | 134          | 15             | 5                  | 1         |
| Женски | 221    | 22               | 135          | 54             | 9                  | 1         |
| УКУПНО | 411    | 57               | 269          | 69             | 14                 | 2         |

| Пол    | Укупно                    | Пољопривреда, лов и шумарство | Рибарство                            | Вађење руде и камена | Прерађивачка индустрија       |
| ------ | ------------------------- | ----------------------------- | ------------------------------------ | -------------------- | ----------------------------- |
| Мушки  | 91                        | 46                            | 0                                    | 2                    | 14                            |
| Женски | 50                        | 31                            | 0                                    | 0                    | 11                            |
| УКУПНО | 141                       | 77                            | 0                                    | 2                    | 25                            |
| Пол    | Производња и снабдевање   | Грађевинарство                | Трговина                             | Хотели и ресторани   | Саобраћај, складиштење и везе |
| Мушки  | 1                         | 1                             | 6                                    | 3                    | 4                             |
| Женски | 0                         | 0                             | 4                                    | 1                    | 0                             |
| УКУПНО | 1                         | 1                             | 10                                   | 4                    | 4                             |
| Пол    | Финансијско посредовање   | Некретнине                    | Државна управа и одбрана             | Образовање           | Здравствени и социјални рад   |
| Мушки  | 0                         | 1                             | 1                                    | 1                    | 3                             |
| Женски | 0                         | 1                             | 0                                    | 0                    | 2                             |
| УКУПНО | 0                         | 2                             | 1                                    | 1                    | 5                             |
| Пол    | Остале услужне активности | Приватна домаћинства          | Екстериторијалне организације и тела | Непознато            | Непознато                     |
| Мушки  | 1                         | 0                             | 0                                    | 7                    | 7                             |
| Женски | 0                         | 0                             | 0                                    | 0                    | 0                             |
| УКУПНО | 1                         | 0                             | 0                                    | 7                    | 7                             |